# Amun-her-khepeixef (fill de Ramsès III)
Amun-her-khepeixef (Jmn ḥr ḫpš=f, "Amon està amb el seu braç fort"), també anomenat Amun-her-khepeixef B, va ser un príncep egipci de la XX Dinastia. Era el fill gran i hereu del faraó Ramsès III. Com almenys un altre dels seus germans, va rebre el nom d'un fill de Ramsès II, Amun-her-khepeixef.
| i | mn · n | F24 · f |

| i | mn · n | F24 · f |

Va morir quan tenia uns quinze anys.
També se l'esmenta com a Ramsès Amun-her-khepeixef. No l'hem de confondre amb el seu germà Ramsès VI, que també es deia Amun-her-khepeixef abans de convertir-se en faraó.
Apareix representat al temple del seu pare a Medinet Habu.

## Tomba
La seva tomba, la QV55, va ser descoberta en excel·lents condicions el 1903 per l'egiptòleg italià Ernesto Schiaparelli. Avui és una de les poques de la vall de les Reines que està oberta als visitants. Destaca per les seves tonalitats d'ultramar, que suavitzen el complex de riques decoracions basades en el Llibre de les Portes i, a la cambra funerària, Llibre dels Morts. A l'avantsala el jove príncep apareix seguint el seu pare davant de diverses divinitats i imatges de les deesses Uadjet i Nekhbet (les dues deesses tutelars de l'Alt i del Baix Egipte).

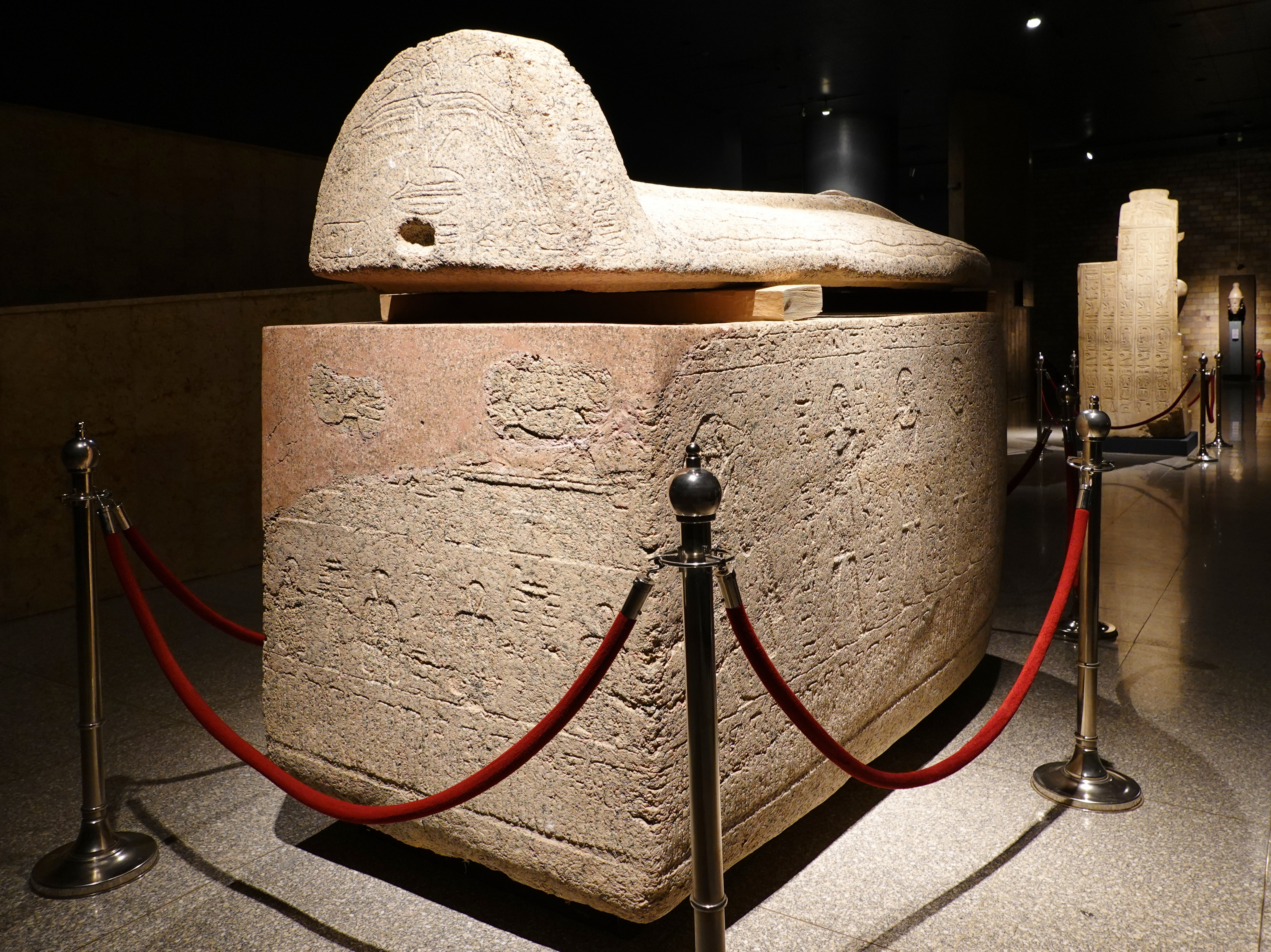
Sarcòfag d'Amun-her-khepeixef (Museu de Luxor).

Al sarcòfag d'Amun-her-khepeixef s'hi van trobar les enigmàticament les restes d'un fetus, potser el d'un fill mort del príncep o de Ramsès III. El fetus estava embolicat amb benes de lli i col·locat en una caixa petita de fusta; avui hi ha un vidre dins la sala.